# Pero parva
Pero parva là một loài bướm đêm trong họ Geometridae.